# Manuel de Blas
Manuel de Blas (eigentlich Manuel de Blas Muñoz, * 12. April 1941 in Badajoz) ist ein spanischer Schauspieler.

## Leben
Manuel De Blas lebte nach dem Verlassen seiner Geburtsstadt zwei Jahre in Córdoba, bevor er in Madrid Politikwissenschaften studierte. Während der Studienzeit besuchte er auch eine Schauspielschule und erhielt 1961 in Rosa de Lima eine erste Filmrolle. Bis 2010 umfasst seine Filmografie annähernd 180 Einträge; bis 1980 waren ihm dabei fast nur Nebenrollen (oftmals als Schurke) in Spielfilmen zugedacht, danach spielte er auch größere Rollen für das Kino und, immer häufiger, in Fernsehserien, sodass er schließlich zu den Stars des spanischen Kinos zählte, der in wichtigen und kontroversen Filmen auftrat. Unter seinen Filmen finden sich neben kommerzieller Genreware wie Horrorfilmen und Western auch Komödien sowie Werke von Carlos Saura und Gonzalo Súarez.
Im Jahr 1992 wurde De Blas mit dem Premio Nacional de Teatro ausgezeichnet.
Von 1967 bis zu ihrem Tod im Jahre 2013 war De Blas mit seiner Kollegin Patty Shepard verheiratet, die er während der Dreharbeiten zu Cita en Navarra kennenlernte.

## Filmografie (Auswahl)
- 1961: La rosa de Lima
- 1967: Cita en Navarra
- 1969: Um sie war der Hauch des Todes (Los desesperados)
- 1970: Dracula jagt Frankenstein
- 1970: Manos torpes
- 1973: La ragazza di Via Condotti
- 1973: Die Stunde der grausamen Leichen (El jorobado de la morgue)
- 1974: Fantasma en el Oeste
- 1974: Das Geisterschiff der schwimmenden Leichen (El buque maldito)
- 1974: Die Spur des Wolfes (Il richiamo del lupo)
- 1974: Zwei wie Pech und Schwefel (… altrimenti ci arrabbiamo!)
- 1975: Stetson – Drei Halunken erster Klasse (Il bianco, il giallo, il nero)
- 2002: Callas Forever
- 2011: Aristides de Sousa Mendes, O Cônsul de Bordéus
- 2011–2013: Grand Hotel (Gran Hotel) (Fernsehserie, 2 Folgen)
- 2022: Uncharted